# Paracalliactis japonica
Paracalliactis japonica is een zeeanemonensoort uit de familie Hormathiidae.
Paracalliactis japonica is voor het eerst wetenschappelijk beschreven door Carlgren in 1928.